# تازه‌آباد (خشکبیجار)
تازه‌آباد روستایی در دهستان حاجی‌بکنده خشکبیجار بخش خشکبیجار شهرستان رشت استان گیلان ایران است.

## جمعیت
بر پایه سرشماری عمومی نفوس و مسکن در سال ۱۳۹۵ جمعیت این روستا ۲۹۰ نفر (۱۱۱خانوار) بوده‌است.